# Alois Frimmel
Koordinaten: 48° 11′ 43,2″ N, 16° 22′ 0,3″ O
Alois Frimmel („Zum alten Knopfkönig“) ist ein traditionsreiches Geschäft, das Knöpfe und Reißverschlüsse verkauft. Die alte Adresse war Freisingergasse 1 im 1. Wiener Gemeindebezirk Innere Stadt, heute liegt das Geschäft an der Wiedner Hauptstraße 34 im 4. Bezirk Wieden.

## Geschichte
Das Geschäft hinter der Peterskirche wurde 1844 vom Schneidermeister Ferdinand Zambach gegründet. Der Geschäftsinhaber danach war Heinrich Baron Brauneker, 1878 wurde es wiederum von Alois Frimmel gekauft. Alois Frimmel erhielt 1911 den Titel „k.u.k. Hoflieferant“ für Knöpfe und Accessoires, sein Knopfgeschäft hieß „Zum alten Knopfkönig“. Die Knöpfe waren aus Büffelhorn, Perlmutt, edlem Holz oder Metallen hergestellt. Kundschaft waren außer dem kaiserlichen Hof auch der sonstige Adel und das Bürgertum. Der „Kaffeehausliterat“ Peter Altenberg war regelmäßiger Kunde.

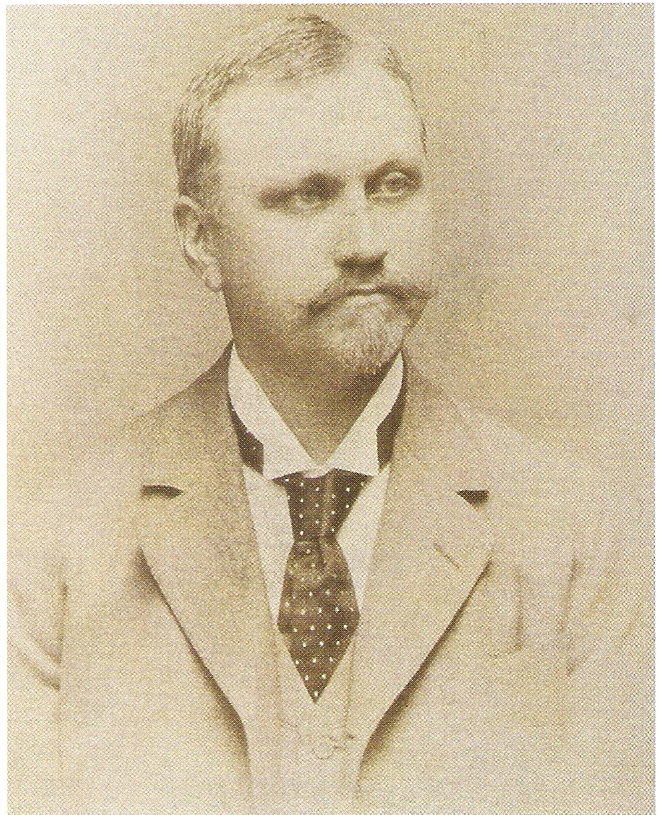
Alois Frimmel

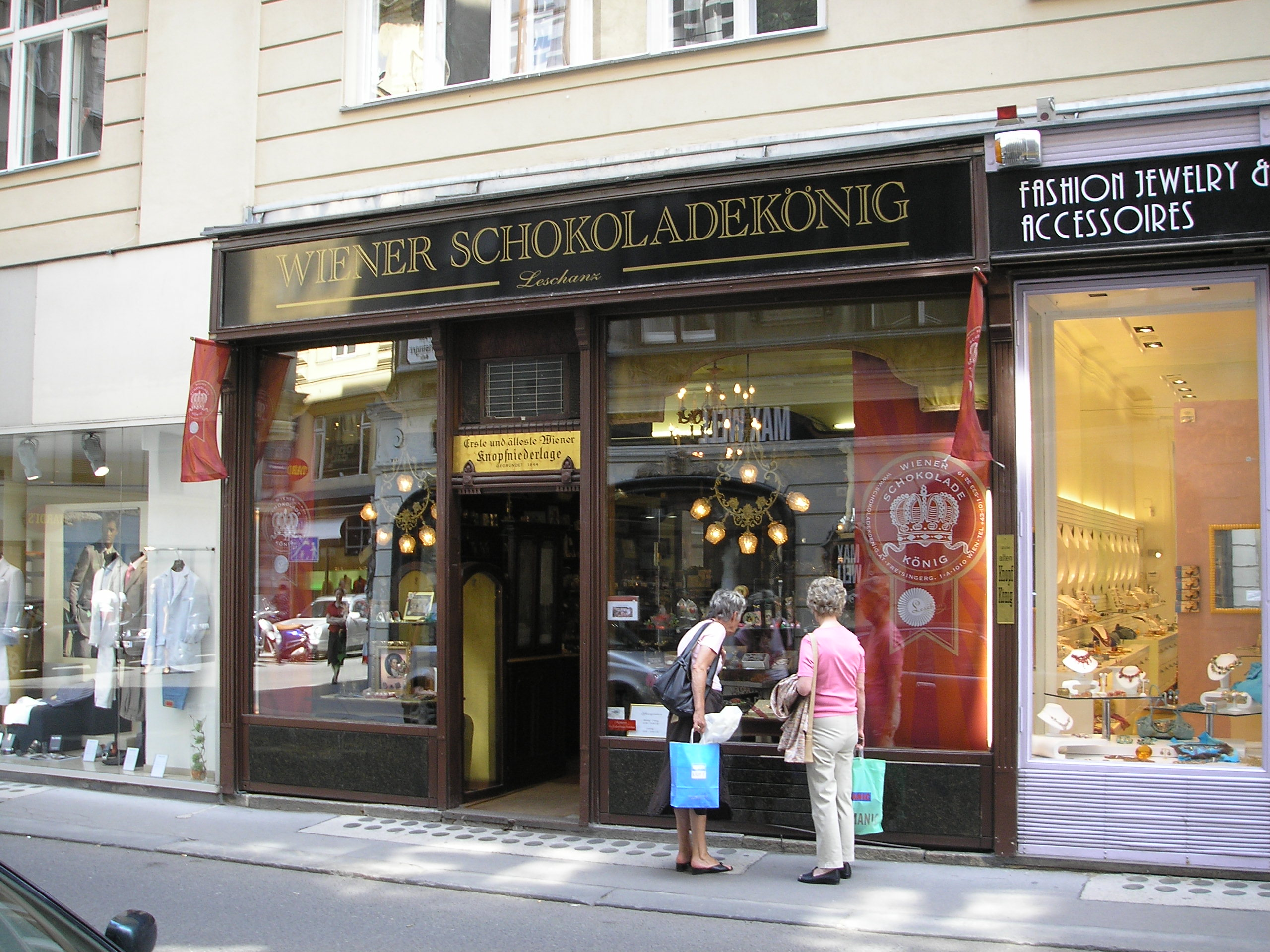
„Zum alten Knopfkönig“ (vormals, Freisingergasse 1, Wien)
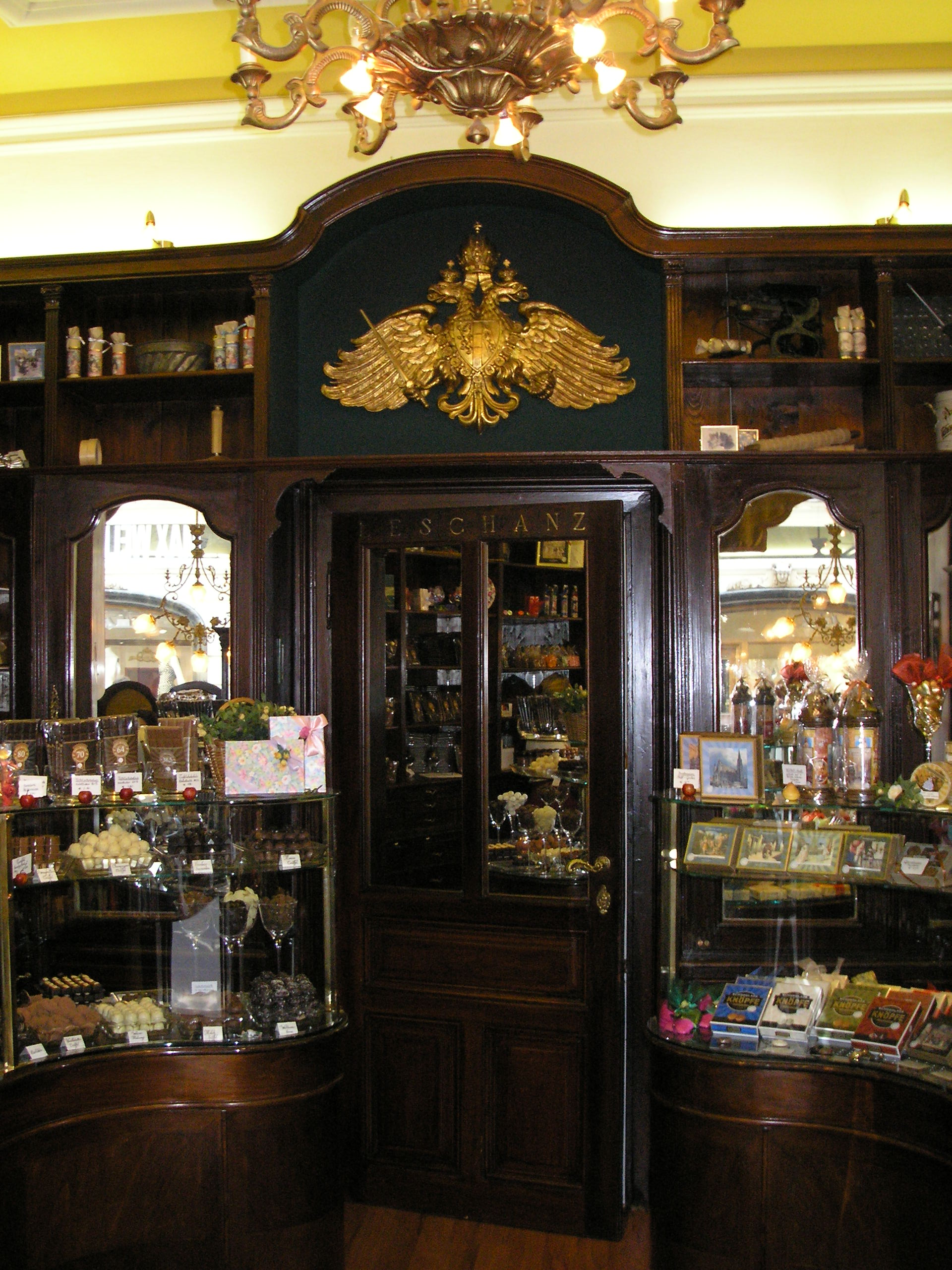
Historische Innenausstattung des „Knopfkönigs“
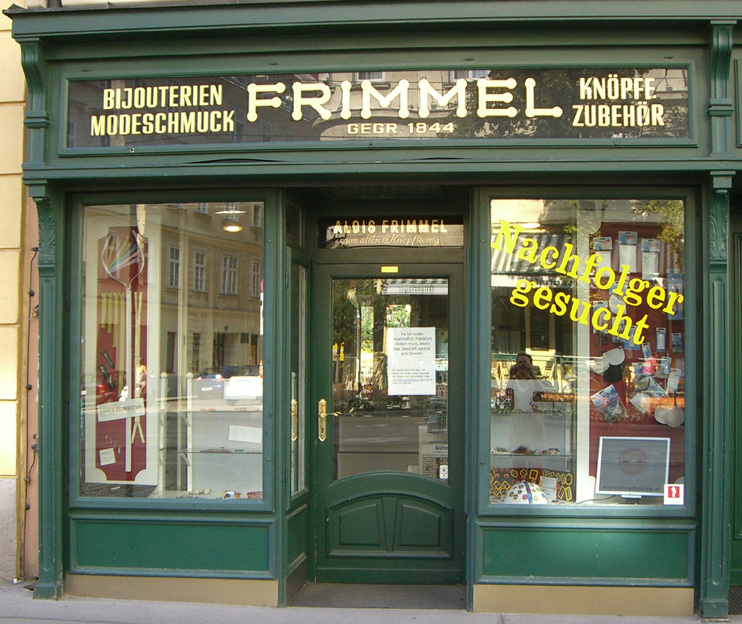
Frimmel Wiedner Hauptstrasse, Wien

Alois Frimmels Nachfolger wurde sein Sohn Max Frimmel. Er heiratete, damals bereits 54 Jahre alt, die 16-jährige Modeschülerin Erika. Zu ihrer Zeit hatte der Laden allein um die 3500 Knopfkisten und Knopfkartons mit hunderttausenden Knöpfen, das Geschäft war knapp 30 Quadratmeter groß mit sieben Angestellten. Das Geschäft wurde mit der Zeit zunehmend beliebter, auch bei Touristen als Kuriosum. Filialen von Frimmel existierten am Neuen Markt und auf der Wiedner Hauptstraße. Dennoch wurden mit der Zeit die Geschäfte immer schwieriger, da mit der Massenproduktion und dem veränderten Geschmack der Zeit der Bedarf nach individuellen Knöpfen immer weniger wurde. Da Erika Frimmel keine Erben hatte, die das Geschäft weiterführen konnten, bat sie die Stadtverwaltung mehrmals um Hilfe, um das Geschäft irgendwie für die Nachwelt zu retten. Sie dachte an ein Museum oder wollte zumindest ihre Knöpfe einem Sammler überlassen. Erfolglos gab Erika Frimmel 2004 das Geschäft auf. Sie war zum Zeitpunkt ihrer Pensionierung mit über 70 bereits 45 Jahre lang im „Knopfkönig“ tätig und so etwas wie eine Institution geworden. Das Ende des traditionsreichen Hauses am Petersplatz wurde von vielen in Wien sehr bedauert.
Heute befindet sich ein Schokoladengeschäft des Chocolatiers Wolfgang Leschanz in dem Haus, das die 160 Jahre alte historische Innenausstattung weitgehend erhalten hat. Das Interieur ist reichlich mit dunklem Holz vertäfelt. Leuchter hängen von der Decke, die Wände sind von Boden bis zur Decke mit Schränken verdeckt, wo in kleinen Schubladen Tausende von Knöpfen aufbewahrt wurden. Die „Cassa“ ist mit hölzernen Säulen umrahmt, ein großer, goldener Doppeladler als Zeichen des Hoflieferanten schmückt den Eingang zum hinteren Lagerbereich. Laut Eigenwerbung, die am Eingang zu lesen war, rühmte sich Frimmel als „erste und älteste Wiener Knopfniederlage“.
Die Rechte auf den Namen besaß bis Ende Februar 2010 Sibylle Zolles, die in Frankfurt am Main das traditionelle Kurzwarengeschäft W. Wächtershäuser führt.
Im März 2010 haben Gerhard Hennerfeind und seine Frau das Geschäft in der Wiedner Hauptstraße übernommen, im Februar 2019 folgte ihnen Martina Schrutka nach. Es gibt weiterhin Knöpfe und Nähzubehör sowie Reparaturen von Reißverschlüssen; neu ist Schmuck der Marke Juwelyn´s.